# Rauchita
La rauchita és un mineral de la classe dels fosfats que pertany al grup de l'autunita. Rep el nom d'acord amb les regles de denominació acceptades per als components del grup de l'autunita, al tractar-se de l'anàleg hidratat de metarauchita, la qual va ser nomenada primer.

## Característiques
La rauchita és un arsenat de fórmula química Ni(UO₂)₂(AsO₄)₂·10H₂O. Va ser aprovada com a espècie vàlida per l'Associació Mineralògica Internacional l'any 2010, sent publicada per primera vegada el 2012. Cristal·litza en el sistema triclínic. La seva duresa a l'escala de Mohs és 2.
Segons la classificació de Nickel-Strunz, la rauchita pertany a «08.EB: Uranil fosfats i arsenats, amb ràtio UO₂:RO₄ = 1:1» juntament amb els següents minerals: autunita. heinrichita, kahlerita, novačekita-I, saleeïta, torbernita, uranocircita, uranospinita, xiangjiangita, zeunerita, metarauchita, bassetita, lehnerita, metaautunita, metasaleeïta, metauranocircita, metauranospinita, metaheinrichita, metakahlerita, metakirchheimerita, metanovačekita, metatorbernita, metazeunerita, przhevalskita, metalodevita, abernathyita, chernikovita, metaankoleïta, natrouranospinita, trögerita, uramfita, uramarsita, threadgoldita, chistyakovaïta, arsenuranospatita, uranospatita, vochtenita, coconinoïta, ranunculita, triangulita, furongita i sabugalita.
L'exemplar que va servir per a determinar l'espècie, el que es coneix com a material tipus, es troba conservat a les col·leccions del Museu Mineralògic Fersmann, de l'Acadèmia de Ciències de Rússia, a Moscou (Rússia), amb el número de registre: 3997/1.

## Formació i jaciments
Va ser descoberta al dipòsit de Belorechensk, que es troba al districte de Maykopsky (Adiguèsia, Rússia), sent l'únic indret de tot el planeta on ha estat descrita aquesta espècie mineral.